# Dicționar enciclopedic român

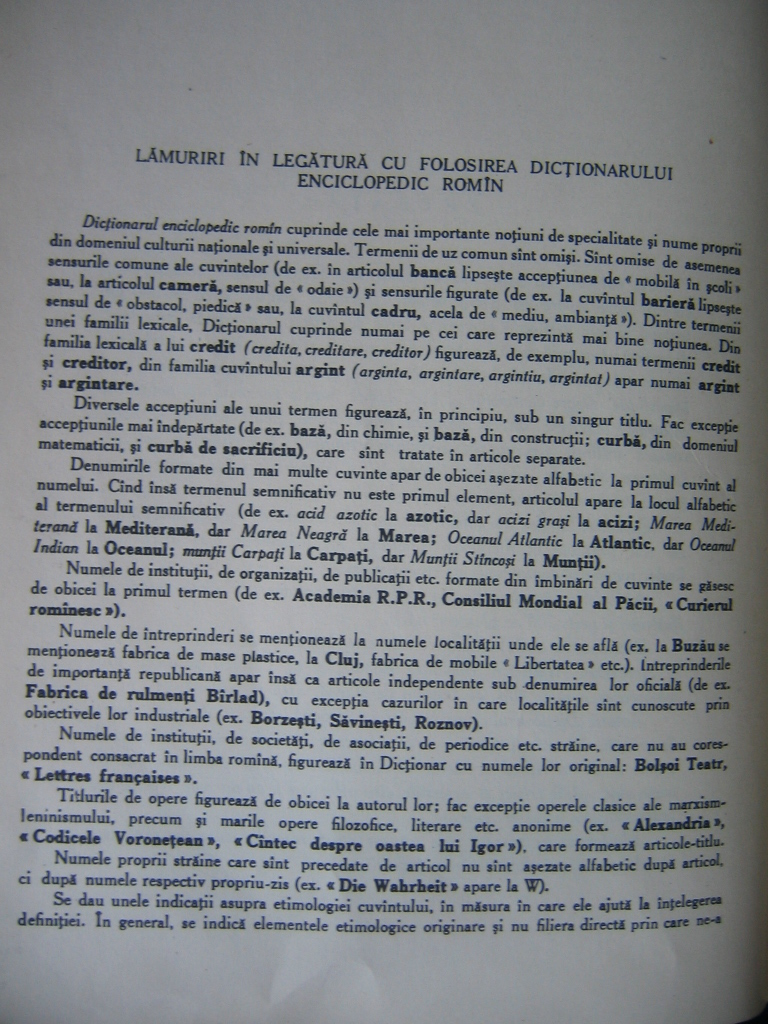
Lămuriri în legătură cu folosirea Dicționarului enciclopedic român

Lucrarea Dicționar enciclopedic român este o enciclopedie românească, apărută la Editura Politică între anii 1962–1966. Cuprinde cele mai importante noțiuni de specialitate și nume proprii din domeniul culturii române și universale.

## Elaborare
Dicționarul enciclopedic român a fost elaborat sub egida Academiei Republicii Populare Române (respectiv a Academiei Republicii Socialiste România: inscripționarea aceasta apare pe coperta interioară a vol. 4 (literele Q-Z). Volumele 1 și 2 au apărut cu titlul Dicționar enciclopedic romîn, conform normelor ortografice din 1953, însă volumul 2, apărut în 1964, a fost pus în circulație și cu o variantă modificată, având pe coperta exterioară și cea interioară și pe cotor inscripționările Dicționar enciclopedic român și Academia Republicii Populare Române, de după revenirea la grafierea român și a derivatelor sale din primăvara lui 1964 (restul textului, incl. casetele redacționale, nu au fost adaptate decât în volumele 3 și 4). Fotografia alăturată prezintă prima variantă a vol. 2 ("romîn").
Comitetul principal de redacție a fost format din următoarele persoane, cu titulaturile de atunci (vol. 1):
- Președinte: Acad. Athanase Joja
- Coordonator principal: Prof. univ. Dimitrie Macrea, MC al Academiei RPR
- Membri: Prof. univ. George Bărănescu, MC al Academiei RPR, Acad. Mihai Beniuc, Acad. Elie Carafoli, Acad. Șerban Cioculescu, Prof. univ. Florin Ciorăscu, MC al Academiei RPR, Acad. Constantin Daicoviciu, Acad. Virgil Ianovici, Acad. Traian Ionașcu, Acad. Gheorghe Ionescu-Șișești, Acad. Iorgu Iordan, Conf. Univ. George Ivașcu, Acad. Vasile Malinschi, Acad. Cornel Micloși, Acad. Ștefan Milcu, Acad. Grigore Moisil, Acad. Ilie Murgulescu, Acad. George Oprescu, Acad. Andrei Oțetea, Acad. Emil Pop, Acad. Călin Popovici, Acad. Mihai Ralea, Acad. Remus Răduleț, Prof. univ. ing. Valter Roman, Acad. Alexandru Roșca, General de armată Iacob Teclu, Acad. Șerban Țițeica, Acad. Nicolaie Teodorescu, Gheorghe Vasilichi, Acad. Tudor Vianu.

La elaborarea lucrării au colaborat peste 400 de autori, menționați în listele colectivelor.

## Domenii abordate
| Volum | An apariție | Interval litere | Pagini |
| ----- | ----------- | --------------- | ------ |
| 1     | 1962        | A–C             | 880    |
| 2     | 1964        | D–J             | 945    |
| 3     | 1965        | K–P             | 911    |
| 4     | 1966        | Q–Z             | 959    |

Colectivele de lucru au fost, conform domeniilor abordate de enciclopedie:
- Colectivul de agrosilvică
- Colectivul de arte
- Colectivul de biologie, botanică, zoologie
- Colectivul de chimie
- Colectivul de drept
- Colectivul de economie
- Colectivul de filozofie, logică, istoria religiei, ateism
- Colectivul de fizică
- Colectivul de geografie, geologie
- Colectivul de istorie medie, modernă și contemporană
- Colectivul de istorie a mișcării muncitorești
- Colectivul de istorie veche, arheologie
- Colectivul de lingvistică
- Colectivul de literatura română
- Colectivul de literatură universală
- Colectivul de matematică, astronomie
- Colectivul de medicină umană, biochimie, farmacologie, cultură fizică
- Colectivul pentru probleme militare
- Colectivul de psihologie, pedagogie
- Colectivul de socialism științific și presă
- Colectivul de tehnică

Lucrarea are în total cca. 3700 de pagini, care conțin cca. 46.000 de termeni. Este ilustrată cu cca. 6000 de ilustrații și peste 200 de planșe și hărți.

Coperte ale diferitelor ediții ale DER
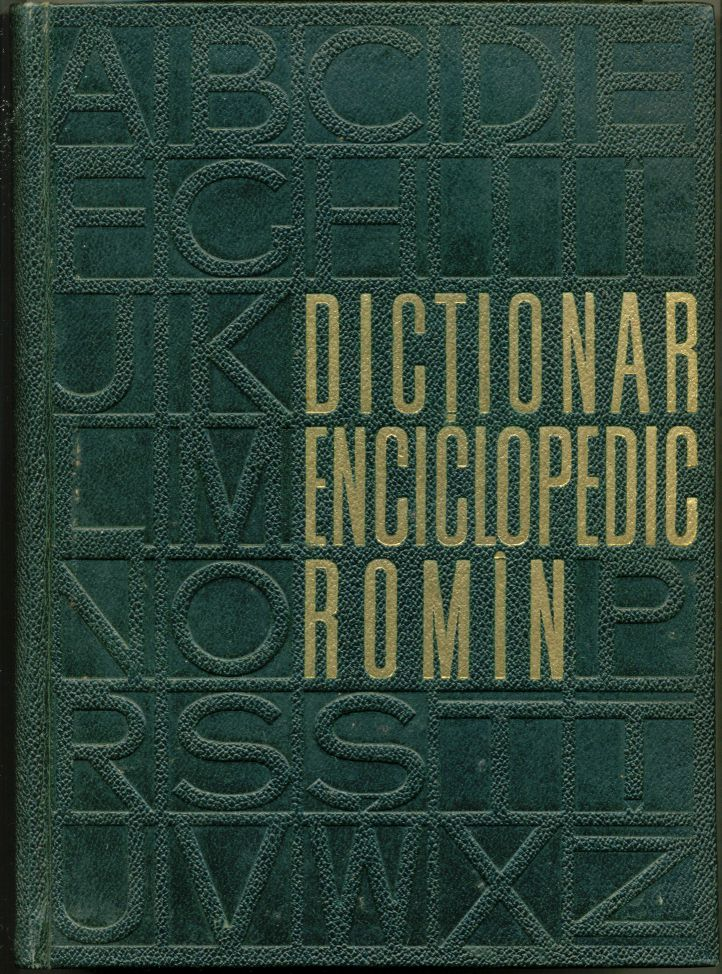
Coperta exterioară a vol. I, prima ediție.
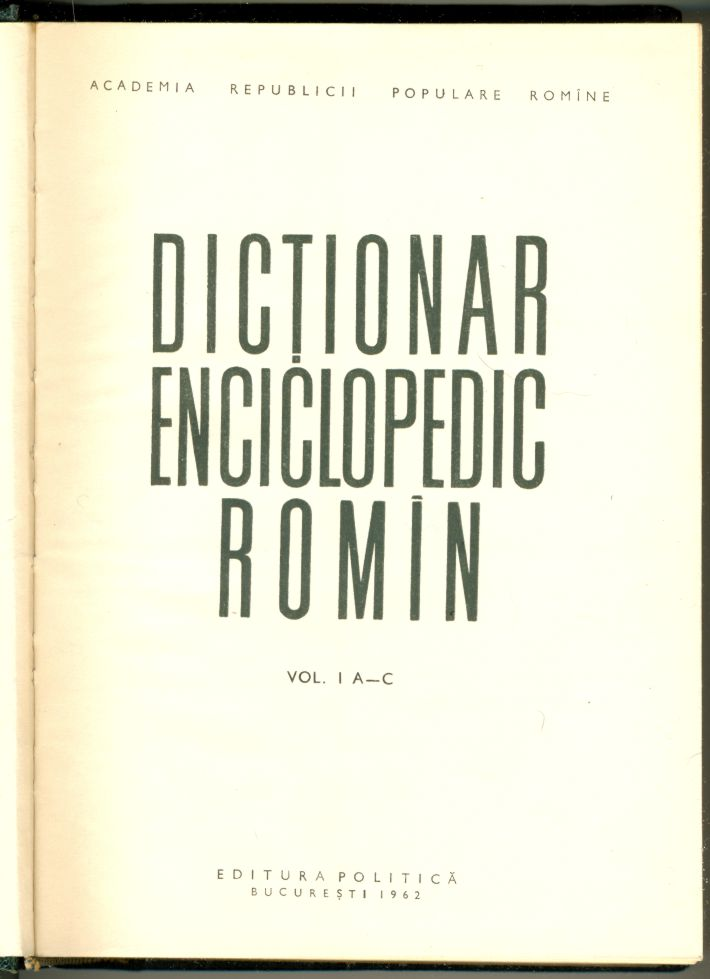
Coperta interioară a vol. I, prima ediție.
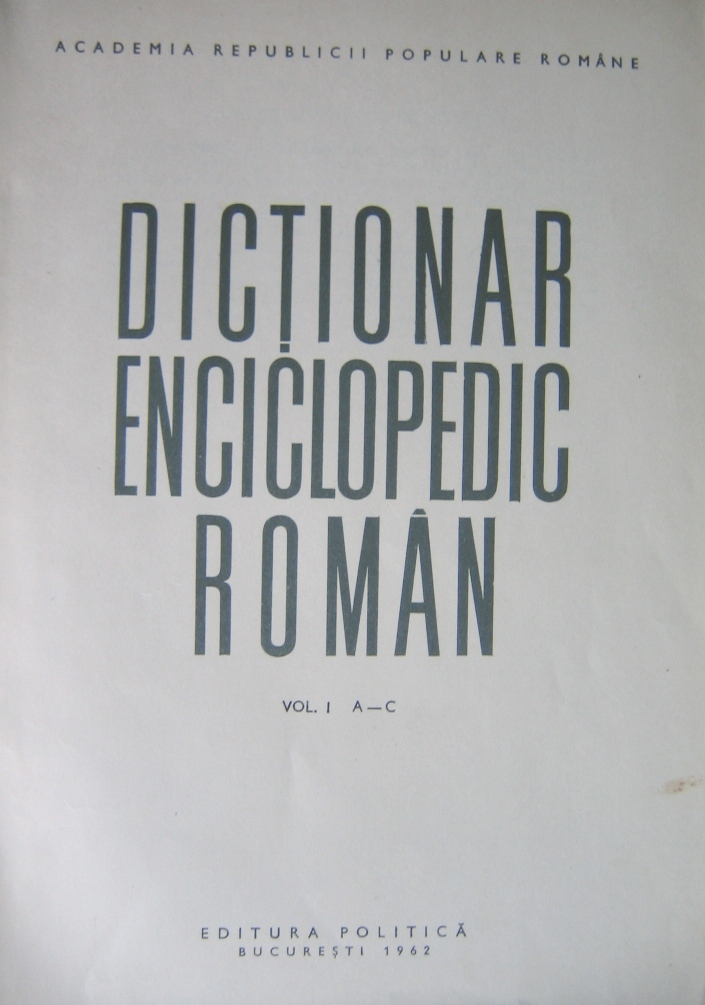
Coperta interioară a vol I, ediție ulterioară.
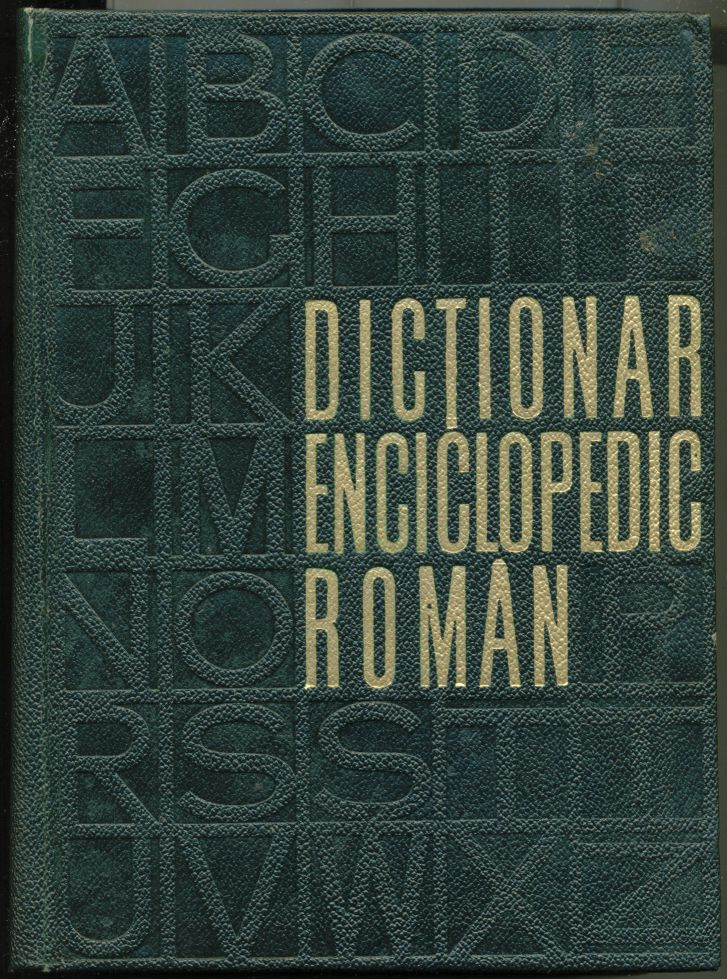
Coperta exterioară a vol. III, prima ediție.